# Titti Di Salvo
Titti Di Salvo, diminutivo di Teresa Maria Di Salvo (Gonzaga, 23 giugno 1955), è una sindacalista e politica italiana, dal 18 ottobre 2021 presidente del IX Municipio di Roma.

## Biografia
Nata il 23 giugno 1955 a Gonzaga, in provincia di Mantova, si è laureata in scienze politiche con indirizzo economico e ha cominciato a lavorare in banca come impiegata presso la Cassa di Risparmio di Torino.
Diventa successivamente una sindacalista e, nel 1985, viene eletta alla segreteria regionale della FISAC-CGIL del Piemonte. È stata cofondatrice a Torino nel 1987 di “Sindacato Donna”, associazione di donne dentro e fuori il sindacato nata per rappresentare il nesso tra lavoro produttivo e riproduttivo delle donne. Dal 1990 lavora alla segreteria confederale, nel 1999 diventa la prima donna Segretaria generale regionale della Cgil del Piemonte e nel 2002 è eletta alla segreteria nazionale della CGIL, con la delega alle politiche europee ed internazionali. È tra le firmatarie dell'appello del 13 febbraio "Se non ora Quando?" e Componente del Comitato Promotore nazionale SNOQ.
È stata dal febbraio 2009 al 2011 presidente del Consiglio di Indirizzo dell'Enpals, oltre a svolgere l'attività di autrice per i quotidiani Domani e Il Dubbio.

## Attività politica
Alle elezioni politiche del 2006 viene candidata alla Camera dei deputati, tra le liste dell'Ulivo nella circoscrizione Piemonte 1, venendo eletta deputata. Nella XV legislatura della Repubblica è stata componente della 11ª Commissione Lavoro pubblico e privato e del Comitato parlamentare di controllo sull'attuazione dell'Accordo di Schengen, di vigilanza sull'attività di Europol, di controllo e vigilanza in materia di immigrazione.
Nel maggio 2007, allo scioglimento dei Democratici di Sinistra per lasciare spazio al Partito Democratico (PD), non partecipa alla sua fondazione assieme ad altri esponenti, aderendo alla scissione di Sinistra Democratica (SD) di Fabio Mussi e Cesare Salvi, divenendo membro del suo coordinamento nazionale e venendo eletta il 16 maggio presidente del gruppo parlamentare dei deputati SD.
Alle elezioni politiche del 2008 viene ricandidata alla Camera, capolista per La Sinistra l'Arcobaleno nella circoscrizione Piemonte, non viene rieletta in Parlamento.
È stata componente del Comitato Scientifico di Sinistra Ecologia Libertà (SEL) di cui era anche Responsabile Lavoro. È stata relatrice alla Camera della legge 188/2007 contro le "dimissioni in bianco" poi abrogata da Berlusconi nel 2008.
Nell'autunno 2011 è tra le cofondatrice del Comitato “188 per la legge 188” per la riconquista della legge contro le "dimissioni in bianco". Oggi la legge ritorna nel decreto attuativo del Job Act.
Alle elezioni politiche del 2013 Di Salvo viene ricandidata alla Camera, come capolista di SEL nella circoscrizione Lombardia 2, e questa volta rieletta.
Il 19 marzo 2013 viene eletta vice-capogruppo vicario del gruppo parlamentare di Sinistra Ecologia Libertà alla Camera dei deputati con delega d'aula.
Il 19 giugno 2014 segue la scissione operata dal capogruppo alla Camera di SEL Gennaro Migliore dichiarandosi contraria al progetto di una sinistra radicale su modello della Lista Tsipras a discapito di una adesione al PSE e soprattutto alla linea di opposizione nei confronti del Governo Renzi per favorire invece un contributo al processo riformista dell'Esecutivo guidato dal Segretario del Partito Democratico.
Dal 7 luglio 2014 al 17 novembre 2014 è capogruppo della componente del Gruppo misto dal nome LED - Libertà e Diritti Socialisti Europei e vice-capogruppo del Gruppo misto.
Il 17 novembre 2014 aderisce al Gruppo del Partito Democratico alla Camera.
È stata membro dell'Ufficio di presidenza del Gruppo del Partito Democratico in qualità di vicepresidente del Gruppo PD alla Camera.
Dal 2019 fa parte della segreteria cittadina del PD a Roma con delega allo sviluppo economico.
Alle elezioni amministrative del 2021 si candida per la coalizione di centro-sinistra alla presidenza del IX Municipio (EUR) a Roma, vincendo al ballottaggio contro il candidato del centro-destra Massimiliano De Juliis.